# الرعاية الصحية ذات المستويين
الرعاية الصحية ذات المستويين (بالإنجليزية: Two-tier healthcare)‏ هي الحالة التي يوفر فيها نظام الرعاية الصحية الأساسي المقدم من الحكومة الرعاية الأساسية، ويوجد مستوى ثانوي من الرعاية لأولئك الذين يمكنهم الدفع مقابل الحصول على خدمات إضافية بجودة أفضل أو وصول أسرع. تتمتع معظم البلدان برعاية صحية ممولة من القطاعين العام والخاص، ولكن الدرجة التي تخلق بها اختلافًا في الجودة تعتمد على طريقة إدارة النظامين وتمويلهما وتنظيمهما.
تقدم بعض أنظمة الرعاية الصحية الشاملة الممولة من القطاع العام خدمة ممتازة ويميل النظام الخاص إلى أن يكون صغيرًا وغير متمايز بدرجة كبيرة. في بلدان أخرى، عادة ما تكون أفقر، يعاني نظام الصحة العامة من نقص في التمويل وممتد فوق طاقته، مما يوفر فرصًا للشركات الخاصة لتقديم تغطية بجودة أفضل، وإن كانت أكثر تكلفة.